# Angelo Faggi
Angelo Virgilio Faggi (Brozzi, 27 febbraio 1885 – Piacenza, 6 gennaio 1957) è stato un sindacalista e politico italiano, deputato del Regno d'Italia e sindaco di Piacenza nel dopoguerra. Fu anche impiegato, scultore e giornalista.

## Biografia
Attivo sin da giovane nell'Unione Sindacale Italiana (USI), sindacato vicino alle posizioni anarchiche del Sindacalismo rivoluzionario, si alternò con Antonio Negro alla guida della Camera del Lavoro di Sestri Ponente, una delle poche in cui prevalevano le posizioni del sindacalismo rivoluzionario. Fece attività sindacale anche a Ferrara e Piacenza.
In seguito a condanne per reati politici emigrò in Svizzera dove fu espulso per l'attività di organizzazione sindacale dei minatori italiani. Si spostò a Parigi e poi negli USA. Qui collaborò alla realizzazione del giornale Il Proletario e nel maggio del 1917 ne divenne il direttore.
In seguito all'entrata in guerra del 1917 la repressione anticomunista negli Stati Uniti diviene più dura e Faggi venne arrestato per sedizione e complotto una prima volta nel 1917 assieme ad altri della redazione del giornale. Il giornale cambiò nome in "La Difesa" e "Il nuovo Proletariato", ma nel 1919 molti furono nuovamente arrestati e Faggi venne deportato in Italia.
Riprese l'attività sindacale guidando la fazione dell'USI favorevole alla fusione con la Confederazione Generale del Lavoro. Nel 1920, in seguito all'ondata di arresti di dirigenti dell'USI ordinati dal governo Giolitti (tra cui Errico Malatesta, Armando Borghi e gran parte della redazione di Umanità Nova), il 13 novembre Angelo Faggi divenne temporaneamente segretario dell'organizzazione.
Il 15 maggio 1921 venne eletto deputato della XXVI legislatura per il Partito Socialista Italiano a Parma mentre era in prigionia denunciato per violenze nella campagna per Errico Malatesta, scatenando un grande dibattito interno all'area anarchica e rivoluzionaria sull'opportunità di andare in parlamento. Sempre nel 1921 da segretario della Camera del Lavoro di Sestri Ponente firmò un disperato ed infruttuoso tentativo di pace con i fascismo. Più volte vittima di aggressioni armate squadriste, a Piacenza organizzò la sezione locale degli Arditi del Popolo ed in seguito dovette fuggire in Francia.
Tornò in Italia dopo la Liberazione e riprese l'attività politica nel Partito Socialista Democratico Italiano, nelle cui liste nel 1956 venne eletto sindaco di Piacenza. Morì l'anno successivo all'età di 72 anni, seguito dalla moglie a poche ore di distanza.